# Marzena Paszkowska
Marzena Maria Paszkowska (zm. 14 marca 2016) – polska prawniczka, doktor habilitowany nauk prawnych.

## Życiorys
19 kwietnia 1993 obroniła pracę doktorską Prawo karne w pracach Włodzimierza Spasowicza (1829 - 1906), 10 października 2011 habilitowała się na podstawie pracy zatytułowanej Nauka prawa karnego w środowisku Gazety Sądowej Warszawskiej (1873-1918). Pracowała na stanowisku docenta w Instytucie Historii Prawa na Wydziale Prawa i Administracji Uniwersytetu Warszawskiego, oraz w Katedrze Kościelnego Prawa Osobowego na Wydziale Prawa Kanonicznego Uniwersytetu Kardynała Stefana Wyszyńskiego.
Zmarła 14 marca 2016.